# Wonder (álbum)
Wonder é o quarto álbum de estúdio do cantor canadense Shawn Mendes, lançado pela Island Records em 4 de dezembro de 2020.

## Antecedentes
Em agosto de 2020, Shawn Mendes tatuou a palavra "wonder" em seu braço direito, que mais tarde se tornou o título do álbum e seu primeiro single. Em 30 de setembro de 2020, Mendes usou suas redes sociais para insinuar o álbum com a legenda "WHAT IS #WONDER" (em português: "OQUE É #WONDER"). Horas depois, ele anunciou o título e as datas de lançamento do single e do álbum, bem como lançou "Intro", a primeira faixa do álbum. As pré-vendas do álbum começaram em serviços de streaming em 30 de setembro. Em 13 de novembro, Mendes divulgou a lista de faixas nas redes sociais.

## Lançamento e promoção

### Distribuição
O álbum foi lançado em 4 de dezembro de 2020 pela Island Records. A edição padrão foi lançada em CD, download digital e streaming, e em fita cassete.

### Promoção
Para promover o álbum, foi lançado na Netflix, em 23 de novembro de 2020, um documentário intitulado Shawn Mendes: In Wonder dirigido por Grant Singer, retratando a vida de Mendes nos últimos anos, incluindo sua ascensão à fama, sua turnê mundial de 2019 auto-intitulada e a criação de Wonder.

## Singles
"Wonder" foi lançado como faixa-título e primeiro single do álbum em 2 de outubro de 2020. Teasers para a canção e o videoclipe foram divulgados junto com o anúncio. "Monster", uma colaboração com o cantor canadense Justin Bieber, foi lançada como o segundo single em 20 de novembro.

## Análise da crítica
| Críticas profissionais | Críticas profissionais |
| Pontuações agregadas   | Pontuações agregadas   |
| Fonte                  | Avaliação              |
| ---------------------- | ---------------------- |
| Metacritic             | 61/100                 |
| Avaliações da crítica  |                        |
| Fonte                  | Avaliação              |
| Clash                  | 7/10                   |
| Entertainment Weekly   | B+                     |
| The Guardian           | [ 17 ]                 |
| The Independent        | [ 18 ]                 |
| Pitchfork              | 5.0/10                 |
| Rolling Stone          | [ 20 ]                 |

## Lista de faixas
| Wonder – Edição Padrão |                               |                                                        |                                          |         |  |
| N.º                    | Título                        | Compositor(es)                                         | Produtor(es)                             | Duração |  |
| 1.                     | "Intro"                       | Shawn Mendes Tobias Jesso Jr. Scott Harris Adam Feeney | Mendes Kid Harpoon Harris Nate Mercereau | 1:02    |  |
| 2.                     | "Wonder"                      | Mendes Harris Thomas Hull Mercereau                    | Mendes Geiger                            | 2:52    |  |
| 3.                     | "Higher"                      |                                                        |                                          |         |  |
| 4.                     | "24 Hours"                    |                                                        |                                          |         |  |
| 5.                     | "Teach Me How to Love"        |                                                        |                                          |         |  |
| 6.                     | "Call My Friends"             |                                                        |                                          |         |  |
| 7.                     | "Dream"                       |                                                        |                                          |         |  |
| 8.                     | "Song for No One"             |                                                        |                                          |         |  |
| 9.                     | "Monster" (com Justin Bieber) |                                                        |                                          |         |  |
| 10.                    | "305"                         |                                                        |                                          |         |  |
| 11.                    | "Always Been You"             |                                                        |                                          |         |  |
| 12.                    | "Piece of You"                |                                                        |                                          |         |  |
| 13.                    | "Look Up At the Stars"        |                                                        |                                          |         |  |
| 14.                    | "Can't Imagine"               |                                                        |                                          |         |  |

## Desempenho comercial
| Tabela musical (2020)                | Melhor posição |
| ------------------------------------ | -------------- |
| Alemanha (GfK Entertainment Charts)  | 8              |
| Austrália (ARIA)                     | 2              |
| Áustria (Ö3 Austria)                 | 8              |
| Bélgica (Ultratop da Valônia)        | 24             |
| Bélgica (Ultratop de Flandres)       | 4              |
| Canadá (Billboard Canadian Albums)   | 1              |
| Chéquia (ČNS IFPI)                   | 6              |
| Dinamarca (Hitlisten)                | 10             |
| Estados Unidos (Billboard 200)       | 1              |
| Espanha (PROMUSICAE)                 | 5              |
| Finlândia (Musiikkituottajat)        | 22             |
| França (SNEP)                        | 44             |
| Hungria (MAHASZ)                     | 20             |
| Irlanda (IRMA)                       | 11             |
| Itália (FIMI)                        | 15             |
| Japão (Hot Albums — Billboard Japan) | 66             |
| Japão (Oricon)                       | 75             |
| Lituânia (AGATA)                     | 6              |
| Noruega (VG-lista)                   | 6              |
| Nova Zelândia (RMNZ)                 | 4              |
| Países Baixos (MegaCharts)           | 3              |
| Polónia (ZPAV)                       | 12             |
| Reino Unido (UK Albums Chart)        | 12             |
| Suécia (Sverigetopplistan)           | 23             |
| Suíça (Schweizer Hitparade)          | 6              |